# Naomi Mugo
Naomi Mugo (ur. 2 stycznia 1977 w Nyahururu) – kenijska lekkoatletka, która specjalizuje się w biegach przełajowych.

## Osiągnięcia
- 4 medale mistrzostw świata w przełajach :
  - Stellenbosch 1996 – brąz indywidualnie oraz złoto w drużynie
  - Turyn 1997 – srebro w drużynie
  - Ostenda 2001 – srebro w drużynie (krótki dystans)
- 2 złote medale mistrzostw Afryki (Jaunde 1996, bieg na 800 m i bieg na 1500 m)
- 6. miejsce podczas mistrzostw świata (bieg na 1500 m, Paryż 2003)
- brązowy medal igrzysk afrykańskich (Abudża 2003)

## Rekordy życiowe
- bieg na 1500 m – 3:58.12 (1998)
- bieg na 2000 m – 5:37.36 (2003)
- bieg na 3000 m – 8:43.55 (2000)
- bieg na 5000 m – 15:25.13 (2000)